# François Ier (film)
Pour les articles homonymes, voir François Ier.
Pour plus de détails, voir Fiche technique et Distribution.
François Ier est un film français réalisé par Christian-Jaque, sorti en 1937.

## Synopsis
Honorin est régisseur du théâtre Cascaroni qui affiche le spectacle François Ier à son programme. Chargé de remplacer un comédien défaillant, mais mort de trac, il s'endort chez son ami Cagliostro (qui l'a hypnotisé pour lui enlever son trac), mage des foires, et se réveille quelques siècles en arrière, à la cour du roi de France François Ier, son Petit Larousse à la main. Ce merveilleux atout littéraire lui permet de prédire l'avenir au grand désarroi de certains intrigants de la cour. Les questions que le roi et ses courtisans lui posent sont parfois saugrenues : ainsi, il doit donner les ingrédients entrant dans la recette de la mortadelle, spécialité à laquelle les Français ont pris goût lors des Guerres d'Italie, et que les cuisiniers français sont incapables de préparer. Ce livre capable de prévoir le destin (il donne la date de la mort des personnages en vue de l'époque) lui vaut une accusation de sorcellerie montée par une cabale de courtisans jaloux. Supplicié (une chèvre vient lui lécher les pieds en déclenchant un inextinguible fou rire qui menace de l'asphyxier), il va bientôt se réveiller dans son siècle pour constater que la vie était bien plus belle en 1520. Pour cela, il retourne voir son ami Cagliostro.

## Fiche technique
- Premier titre : Les Amours de la Belle Ferronnière
- Réalisateur : Christian-Jaque
- Scénario, adaptation et dialogue : Paul Fékété
- Assistants réalisateur : François Carron et Jean Manse
- Décors : Pierre Schild
- Costumes: Ferdinand Junker
- Photographie : Marcel Lucien, André Germain
- Photographe de Plateau : Léo Mirkine
- Musique : René Sylviano
- Parolier : Jean Manse
- Son : Jacques Hawadier
- Montage : André Versein
- Production : Les productions Calamy
- Directeur de production : Jacques Calamy
- Pays :  France
- Tournage en décembre 1936
- Format :  Son mono - 35 mm - Noir et blanc - 1,37:1
- Genre :  Comédie
- Durée : 100 min
- Date de sortie ; 12 février 1937
- Affiche : Roger Cartier (France)

## Distribution
- Fernandel : Honorin, régisseur  et Honorin des Meldeuses
- Mona Goya : Rolande, la belle Ferronnière et Elsa Cagliostro
- Alice Tissot : La duègne, Alfrédine et Mme Cascaroni
- Aimé Simon-Girard : François Ier
- Alexandre Rignault : Henri VIII d'Angleterre
- Henri Bosc : Hilaire Ferron et Luigi Cascaroni
- Alexandre Mihalesco : Cagliostro, l'hypnotiseur
- René Génin : Rafaele, le forain et maître Carpalin, l'aubergiste
- Henry Valbel : Le moine inquisiteur
- Charles Lemontier : M. de La Palice
- Jean Sinoël : Jules, le fantôme
- Jean Marconi : Lautrec-Montchenu
- Paul Delon : Le duc de Montmorency
- Nicolas Amato : Le chevalier Bayard
- Jacques Vitry : Le connétable de Bourbon
- Paul Faivre : Un seigneur
- Pierre Ferval : Le comédien défaillant
- Teddy Michaud : Le bourreau
- Albert Broquin : Un marchand de sucettes
- Janine Guise : Maria
- Jane Lamy : La duchesse de Montmorency
- Claire Saint-Hilaire : Mme de Montchenu
- Jacques Beauvais